# 万林乡 (射洪市)
万林乡，是中华人民共和国四川省遂宁市射洪市曾经下辖的一个乡。2019年9月，撤销万林乡和瞿河乡，设立瞿河镇，以原万林乡和原瞿河乡所属行政区域为瞿河镇的行政区域。

## 行政区划
万林乡撤销前下辖以下地区：
幸福桥社区、土门垭社区、书房嘴村、常乐村、檬刺桥村、牵牛山村、夏家大田村、木鱼村、云凌村、蝉灵村、百家村、马铃村、大石湾村、青龙堡村、灶王村、火石堡村、金子村、双凤村、三皇村、中和村、文风亭村和柳树村。